# Аллаки
Аллаки — деревня в Каслинском районе Челябинской области России. Входит в состав Тюбукского сельского поселения.

## Этимология
Название деревни Аллаки связано с озёрами Большие Аллаки и Малые Аллаки. В документах упоминается под названием Алак, Алака, Аллакуль. Вероятно в названии запечатлён тюркский диалектный географический термин аллак, означающий обширную впадину крупного водоёма. Либо же слово восходит к искажённому варианту топонима Алакуль, где ала — «пегий, пёстрый», а куль — «озеро». Рассматривался вариант образования от тюркского мужского имени Аллакол, Аллакул — «божий», где алла — «бог».

## География
Находится на северном берегу озера Малые Аллаки, примерно в 15 км к северо-востоку от районного центра, города Касли, на высоте 237 метров над уровнем моря.

## Население
| 2002 | 2010 |
| ---- | ---- |
| 438  | ↘278 |

По данным Всероссийской переписи, в 2010 году численность населения деревни составляла 278 человек (128 мужчин и 150 женщин).

## Улицы
Уличная сеть деревни состоит из 4 улиц.